# 아우구스트 란트메서

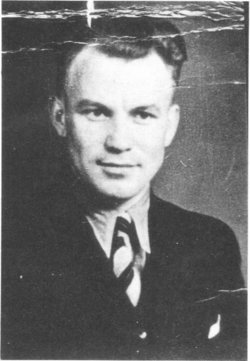
아우구스트 란트메서

아우구스트 란트메서(독일어: August Landmesser, 1910년 5월 24일 ~ 1944년 10월 17일)는 독일 함부르크의 블롬 플루스 포스 조선소의 노동자였다.

## 생애
아우구스트 란트메서는 슐레스비히홀슈타인주 모레게에서 아우구스트 프란츠 란트메서(August Franz Landmesser)와 빌헬미네 마그달레네 슈미트포트(Wilhelmine Magdalene Schmidtpott) 사이에 태어난 외동아들이었다. 1931년 란트메서는 일자리를 구하려고 나치당에 입당했으나, 1935년 이르마 에클러(Irma Eckler)라는 유대인 여성과 사귀게 되어 당에서 제명당하였다. 란트메서와 에클러는 함부르크에서 결혼했고, 둘이 결혼하고 한 달 뒤 뉘른베르크법이 통과되어 유대인과 독일인의 결혼이 금지되었다. 1935년 10월 29일 장녀 잉그리드(Ingrid)가 태어났다.
1937년 란트메서는 아내와 함께 덴마크로 도피하려 했으나 실패했고, 1937년 7월 인종오염죄로 고발당했다. 란트메서는 아내가 순혈 유대인인 줄 자신도, 아내 스스로도 몰랐다고 항변했고, 1938년 5월 27일 유대인 여자와 부부 생활을 계속할 경우 감옥에 갈 것이라는 경고를 받고 증거 불충분으로 풀려났다. 그러나 란트메서는 아내와 이혼하지 않았고, 1938년 7월 15일 다시 체포되어 니더작센의 엠슬란트라거 강제수용소로 보내졌다.
란트메서가 수용소에 끌려간 뒤 임신 중이었던 에클러는 게슈타포에게 체포당해 풀스뷔텔 형무소에 수감되었고, 감옥에서 둘째 딸 이레네(Irene)를 낳았다. 란트메서 자매는 고아원으로 보내졌다가 그 뒤에 할머니가 데리고 갔다. 1941년 이레네는 다른 가족에게 입양되었고, 잉그리드 역시 1953년에 할머니가 죽자 그 가족이 데리고 깄다. 에클러는 아이들을 빼앗긴 뒤 이곳저곳 강제 수용소를 오가다가 1942년 2월경 베른부르크 안락사 센터에서 다른 사람 14,000여명과 함께 살해당했다.
한편 란트메서는 1941년 1월 19일 감옥에서 출소하여, 한동안 퓌스트(Püst) 화물운송회사의 감독으로 일했다. 그러다 1944년 2월 죄수부대인 제999아프리카 경사단에 징병되어 전쟁터에 끌려갔고, 1944년 10월 17일 크로아티아 펠레샤츠반도 스톤에서 부근에서 실종되었으며 작전 중 사망한 것으로 간주되었다. 란트메서와 에클러는 1949년 법률적으로 사망이 선고되었다.
함부르크 시의회는 1951년 여름 아우구스트 란트메서와 이르마 에클러의 결혼을 소급 적용하였고, 그해 가을 큰딸 잉그리드는 "란트메서"로 성(姓)을 바꿨다. 작은딸 이레네는 그 뒤로도 "에클러"라는 성을 사용했다.

## 유명한 사진

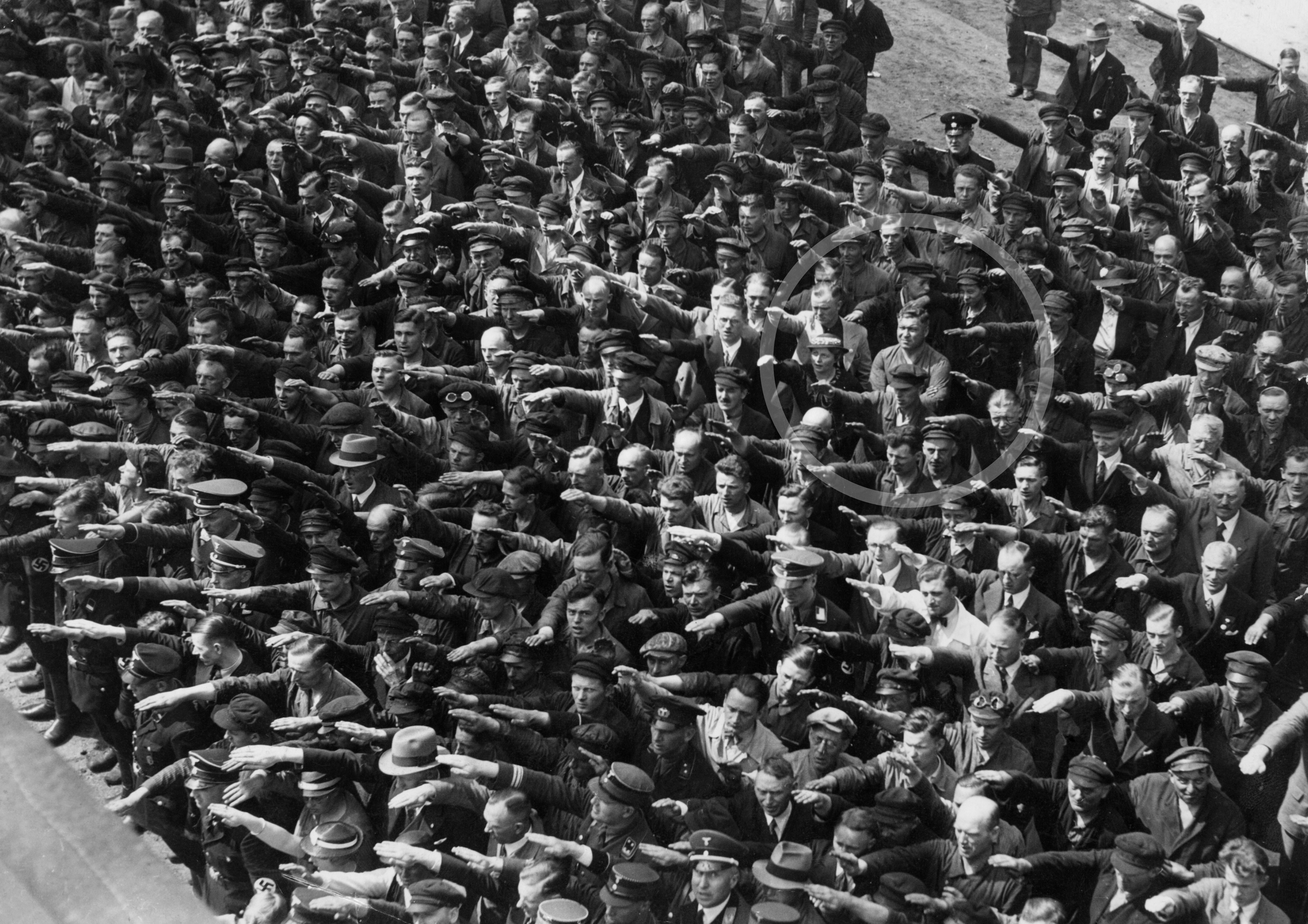
동그라미 안에 있는 사람.

1936년 6월 13일 독일 전쟁해군의 바크급 훈련함 SSS 호르스트 베셀의 진수식 당시 다른 모든 사람들이 나치 경례를 하는 가운데 한 남자가 혼자 팔짱을 끼고 비웃으며 구경만 하고 있는 사진이 찍혔다. 이 사진은 1991년 3월 22일 독일 신문 《디 차이트》를 통해 공개되었고, 사진 속 주인공은 소위 "나치 경례를 하지 않은 남자"(Guy Who Refused To Give A Nazi Salute), "팔짱을 낀 남자"(The Man Behind The Crossed Arms)로 유명해졌다.
1996년, 이레네 에클러는 사진 속 주인공이 자기 아버지 아우구스트 란트메서라고 주장했다. 그러나 사진 속 남자의 정체는 란트메서로 확정된 것이 아니다. 란트메서가 1936년에 조선소에서 계속 일하고 있었는지 여부가 확실하지 않다. 이레네 에클러 이외에도 사진의 주인공이 자기 아버지라고 주장한 가족들이 있었다.
그 중 구스타프 베게르트(Gustav Wegert, 1890년 - 1959년)는 블롬 플루스 포스의 금속노동자였는데, 베게르트의 유족들은 베게르트가 1936년 당시 조선소에서 일했다는 문서기록을 제시할 수 있었으며 이것은 이레네 에클러의 주장보다 더 강력한 물증이 되었다. 또한 가족사진에 남아 있는 베게르트의 외모도 란트메서보다 사진의 주인공을 더 닮았다. 베게르트는 기독교 신앙에 근거해서 나치즘을 반대했으며, 전쟁통을 살아남아 1959년에 사망했다.